# Matthew Cheape
Matthew Cheape (Honolulu, 15 aprile 1990) è un ex pallavolista statunitense.
Giocava nel ruolo di libero.

## Carriera
La carriera di Matthew Cheape inizia nei tornei scolastici hawaiani con la Mililani High School. Dopo il diploma entra a far parte della squadra di pallavolo maschile della University of Hawaii at Manoa, partecipando alla NCAA Division I: dopo aver saltato il torneo nel 2009, fa parte dei Rainbow Warriors fino al 2013.
Nel campionato 2014-15, dopo un periodo di inattività, firma il suo primo contratto professionistico col Lamia, nella Volley League greca, dove resta tuttavia solo fino a dicembre, ritirandosi dopo aver lasciato il club.